# Michael Lee Firkins
Michael Lee Firkins (Omaha (Nebraska), 19 mei 196) is een Amerikaanse muzikant (bluegrass, countrymuziek, blues, jazz, rock). Hij staat bekend onder de gitaristen om zijn veelvuldig gebruik van hybride picking op hoge snelheid.

## Biografie
Firkins werd in 1967 in Omaha, Nebraska, geboren als zoon van een muzikant. Zijn vader was lapsteelgitarist en zijn moeder was pianiste. Hij begon op 8-jarige leeftijd met het bespelen van de akoestische gitaar. Hoewel hij vooral autodidact was, volgde hij ook lessen in een plaatselijke muziekwinkel in Omaha. Bij het leren van de eigentijdse liedjes werd Michael sterk beïnvloed door de gitaarstijlen van Lynyrd Skynyrd, Led Zeppelin, AC/DC en Black Sabbath.
In 1979 had Michael een Gibson SG en een Fender Princeton Reverb. Nu met een geëlektrificeerde toon, speelde hij in lokale bands en in de kerk van de leeftijd van 12 tot 18 jaar. In 1985 begon Michael met een tournee door het land in coverbands. Ontevreden over het feit dat hij alleen maar liedjes van andere artiesten speelde, ging hij uiteindelijk terug naar Omaha en begon hij gitaarles te geven.
De volgende jaren breidden Michaels muzikale invloeden zich uit. Muzikanten als Jerry Reed, Chet Atkins, Albert Lee en Danny Gatton behoorden tot de nieuwe favorieten. Firkins nam een vijf nummers tellende demo op van instrumentale gitaarmelodieën, opgenomen bij de Rainbow opnamestudio's in Omaha, die zijn gitaarspel lieten zien. De demo werd naar Shrapnel Records gestuurd, wat resulteerde in een platencontract en de daaropvolgende publicatie van zijn eerste album.
In 1990 bracht Michael zijn titelloze debuutalbum uit. Deze publicatie toonde Michaels encyclopedische kennis van bluegrass en country-licks. Met de kracht van dit album en de hulp van een internationale reclamecampagne van Yamaha-gitaren om de Pacifica-modellen van het bedrijf te promoten, werden van Michaels eerste publicatie meer dan 100.000 exemplaren verkocht. Dit goed ontvangen album leverde hem dat jaar ook de eerste plaats op in de categorie «Best New Talent» in een lezersonderzoek in het tijdschrift Guitar Player. Hij werd ook geprezen als «One of the Most Influential Players of the Next Ten Years» door Guitar for the Practicing Musician. Michaels muziek was ook populair in Europa, waar Firkins de Edison Award won, het equivalent van een Grammy Award in Nederland.
Michael bracht nog drie platen uit voor Shrapnel Records. Zijn geluid zou nog meer verschillende muziekstijlen gaan bevatten, in het bijzonder jazz, zoals te horen is op de cover The Mooche van Duke Ellingtons op het derde album Chapter Eleven van Firkins. Cactus Cruz was zijn laatste opname voor Shrapnel in 1996.
In 1997 nam Firkins Decomposition op voor Nuerra Records. Met een album samengesteld uit covers, brengt Firkins een eerbetoon aan enkele van zijn vroegere invloeden, zoals Lynyrd Skynyrd, Johnny Winter en Jimi Hendrix.
Begin 2000 werkte Michael samen met collega-virtuoos Gabriel Moses aan een nevenproject met de titel Dose Amigos, dat vaak vergeleken wordt met Tenacious D. Beide gitaristen verwerkten elementen van bluegrass en heavy metal op extreem hoge snelheid, met humoristische thema's. Het project toonde Michael en Gabriels originele techniek van het nabootsen van een slidegitaar met behulp van de tremolo-arm.

## Discografie

### Albums
- 1990: Michael Lee Firkins
- 1994: Howling Iguanas
- 1995: Chapter Eleven
- 1996: Cactus Crüz
- 1999: Decomposition
- 2007: Black Light Sonatas
- 2013: Yep[4]

### Instructioneel
- 2009: Mastering Lead Guitar, Michael Lee Firkins, Hot Licks Productions, Inc.

### Gastmuzikant
- 1992: Blues Tracks, Pat Travers (RoadRunner)
- 1994: Cream of the Crop, A Tribute (RoadRunner)
- 1996: Perspective, Jason Becker
- 1997: Best of the Blues Plus Live, Pat Travers (Blues Bureau Int'l)
- 1997: Guitar Battle (Victor Records)
- 1997: The Jimi Hendrix Music Festival (Provogue)
- 2001: Staring at the Sun, Neil Zaza (Melodik Records)
- 2004: Take You Higher, Clinton Administration (Magna Carta)
- 2008: Collection:, Jason Becker (Shrapnel)
- 2009: This is Shredding, Vol. 1 (Shrapnel)
- 2013: The Manhattan Blues Project, Steve Hunter (Deacon Records)
- 2018: Triumphant Hearts, Jason Becker (Music Theories / Mascot Label Records)

- Library of Congress Control Number: no2006066408
- MusicBrainz: c6b0e071-cc63-45f8-81c2-ae8aff25dcc5
- Virtual International Authority File: 274806839
- WorldCat: E39PBJbGQ8ddHRFfmwH7bPKrv3